# Lestrigões
Os lestrigões, na mitologia grega, eram gigantes antropófagos. Segundo Homero, habitavam na Sardenha. Na Odisseia sua cidade é chamada de Lestrigonia ou, de Lamo, seu fundador na época da Guerra de Troia.
Plínio, o Velho  no século I escreveu: Formiae, Hormiae prius dictae olim, sedes antiqua Lestrigonum ("Fórmias, antes chamada, uma época, Hórmias, foi a antiga sede dos lestrigões."), o que levou a que a terra dos lestrigões fosse identificada como a região de Fórmias, ao sul do Lácio, na fronteira com a Campânia.
Quando Odisseu e os seus companheiros lá aportaram, os gigantes atiraram enormes rochedos contra os seus grandes navios. Todos afundaram, exceto o que transportava Odisseu, o único sobrevivente do massacre.

## Cultura popular

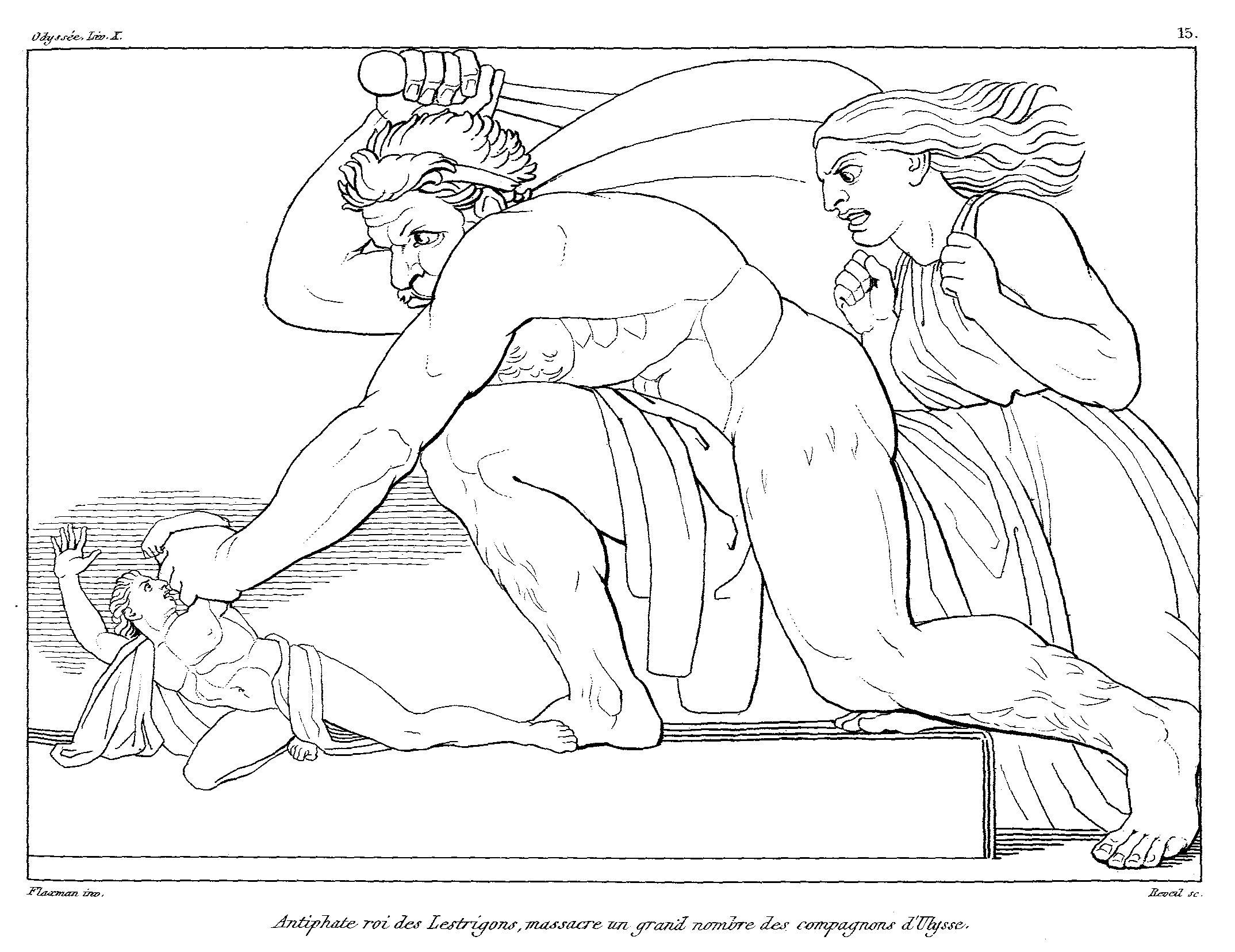
O Rei dos Lestrigões
Por John Flaxman, ilustração para uma edição de 1810 de Odisseia

Esses gigantes também têm uma aparição no livro The Sea of Monsters (segundo livro da série Percy Jackson & the Olympians, escrita por Rick Riordan), onde os mesmos lutam com o protagonista Percy Jackson e seu irmão Tyson, sendo derrotados por eles. Na adaptação cinematográfica deste livro, um lestrigão é interpretado pelo ator Robert Maillet.